# Kevin Holmström
Kevin Johan Peter Holmström, född 12 december 1993 i Komossa i Finland, är en finlandssvensk artist och komiker. Han är sedan år 2009 medlem i humorgruppen Kaj, som utöver honom även består av kollegorna Axel Åhman och Jakob Norrgård.
Han är utbildad ljudtekniker vid Yrkeshögskolan Arcada i Helsingfors.
Tillsammans med humorgruppen Kaj vann Holmström Melodifestivalen 2025 med bidraget "Bara bada bastu".
Han är bosatt i Berghäll i Helsingfors tillsammans med sin hustru. Holmström är kusin med längdskidåkaren Matias Strandvall och fotbollsspelaren Sebastian Strandvall.